# Megachile tangensis
Megachile tangensis är en biart som beskrevs av Cockerell 1937. Megachile tangensis ingår i släktet tapetserarbin, och familjen buksamlarbin. Inga underarter finns listade i Catalogue of Life.